# 赫伯·延奇
赫柏·卡爾·延奇（英語：Heber Carl Jentzsch；1935年11月30日—），從1982年起就是國際山達基教會的總裁。他在2004年以後就沒有公開的活動。

## 生平
1935年，赫柏·延奇出生於鹽湖城，成長於一個耶穌基督後期聖徒教會家庭。
他是卡爾（Carl）與第三個妻子寶蓮（Pauline）的兒子；而赫柏·延奇有42個兄弟。
赫柏·延奇在猶他州奧格登的韦伯学院與猶他大學接受教育，畢業於1959年，取得一張傳播學的學歷。他也學習東方宗教。
在1967年加入山達基教會之前，赫柏·延奇是《洛杉磯自由新聞》的一名記者，與一名演員，曾在電影《長征萬寶山》中參與演出。
1988年12月，山達基教會總裁赫柏·延奇，在西班牙被捕，經調查後發現，他和山達基教會詐騙西班牙公民，和在那可拿中心使用不合格的工作人員。  西班牙公民開始频繁的拨打電話至法院，抱怨遭到那可拿蒙蔽。法官在案件的新聞發布會上說，山達基唯一的上帝的是金錢。他並說，那可拿騙客戶和吸引他們到山達基。 1989年，75個山達基信徒在意大利被逮捕，調查表明，“吸毒者父母付出沉重的月費，但沒有得到任何回報。”
2012年7月2日，亞歷山大·延奇（Alexander Jentzsch）（赫柏·延奇與卡倫·德拉·卡里埃（Karen de la Carriere）的兒子）在一場事故中死亡。

## 文章
- Jentzsch, Heber (2000-04-21). "Liberty, Equality, Intolerance" （页面存档备份，存于）, Los Angeles Times.
- Jentzsch, Heber (1998-02-25). "German Scientologists" (letter to the Editor), New York Times.

## 來源
1. ↑  Ortega, Tony. . Village Voice. 2012-07-09  [2016-05-15]. （原始内容存档于2017-01-16）.
2. ↑  The troubled life of Scientology president's son （页面存档备份，存于）, Daily Mail, 8 July 2012.
3. ↑  .   [2012-07-10]. （原始内容存档于2012-07-11）. Village Voice, 10 July 2012.
4. ↑  .   [2016-08-30]. （原始内容存档于2016-10-22）.
5. ↑  . . 1993-12-20.
6. 1 2  "Utah-Born Scientology President Says the Religion Saved His Life", The Salt Lake Tribune, 9.12.1992
7. ↑  "Scientologists march on courthouse", UPI 20.5.1985
8. ↑  .   [2016-08-30]. （原始内容存档于2013-10-21）.
9. ↑  Jentzsch biography in John Naisbitt, High Tech High Touch: Technology and Our Accelerated Search for Meaning, p. 253. Nicholas Brealey Publishing, 2004.
10. ↑  Curran, Ron. . LA Weekly. April 4, 1986, 9 (19).
11. ↑  . . 27 April 1987. BBC. BBC1.
12. ↑  Stephen Koff "Top Scientologist Arrested in Spain" （页面存档备份，存于） St. Petersburg Times November 22, 1988 pg. 1A
13. ↑  Steven Koff "Scientology leader still jailed in Spain; church charges 'persecution'" （页面存档备份，存于） St. Petersburg Times December 10, 1988
14. ↑  Ruth Gruber "75 Scientologists go on trial today // 'It should be a lively court session'" （页面存档备份，存于） St. Petersburg Times Mar 29, 1989 pg. 11.A
15. ↑  Beth Stebner. . Dailymail.co.uk. 2012-07-08  [2013-01-11]. （原始内容存档于2017-05-17）.

## 外部連結
- Scientology Biography，存于
- Heber Jentzsch在互联网电影资料库（IMDb）上的資料（英文）
- Biography of Yvonne Gillham Jentzsch （页面存档备份，存于）